# Gmina Strzelce Wielkie
Die Gmina Strzelce Wielkie ist eine Landgemeinde im Powiat Pajęczański der Woiwodschaft Łódź in Polen. Ihr Sitz ist das gleichnamige Dorf.

## Gliederung
Zur Landgemeinde Strzelce Wielkie gehören 14 Dörfer mit einem Schulzenamt:
| Antonina Dębowiec Mały Dębowiec Wielki Górki Marzęcice | Pomiary Skąpa (1943–1945 Osterkamp) Strzelce Wielkie (1943–1945 Strahlwinkel) Wiewiec (1943–1945 Wehlar) Wistka | Wola Jankowska (1943–1945 Willegen) Wola Wiewiecka Zamoście-Kolonia Zamoście (1943–1945 Niederbrück) |